# Xian de Kailu
Le xian de Kailu (开鲁县 ; pinyin : Kāilǔ Xiàn) est un district administratif de la région autonome de Mongolie-Intérieure en Chine. Il est placé sous la juridiction de la ville-préfecture de Tongliao.

## Démographie
La population du district était de 381 501 habitants en 1999.